# Фэйтянь (скафандр)

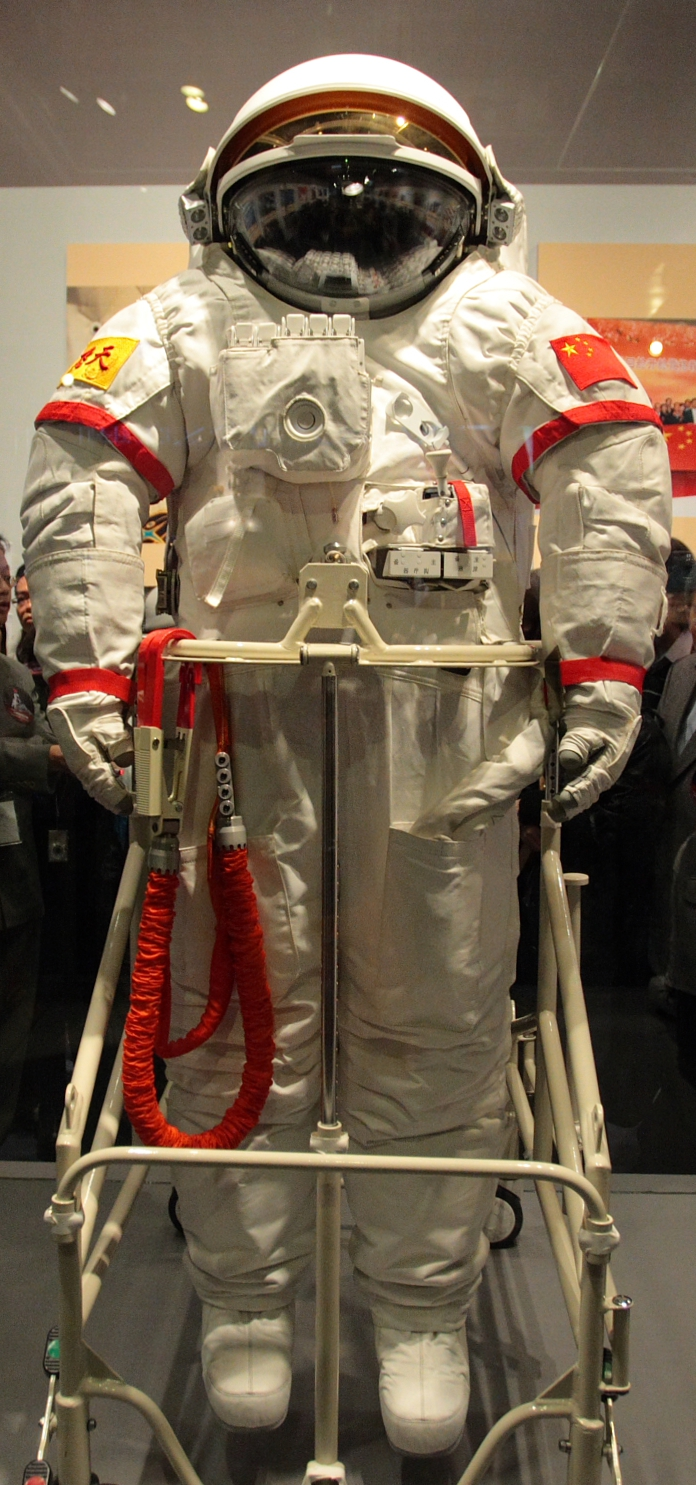
Скафандр «Фэйтянь»

«Фэйтянь» (кит. 飞天号航天服, «полёт в космос») — китайский космический скафандр, предназначенный для проведения работ в открытом космосе.
«Фэйтянь» разработан на базе российского скафандра «Орлан-М» с использованием российских технологий, имеет такую же форму и объём и предназначен для работы в открытом космосе длительностью до семи часов. Имеет систему удаления избыточного углекислого газа. Его стоимость оценивается в 4,4 миллиона долларов, а вес составляет 120 килограмм.
27 сентября 2008 года Чжай Чжиган, командир экипажа «Шэньчжоу-7», совершил в нём первый выход тайконавта в открытый космос, длившийся 21 минуту. Далее «Фэйтянь» стал применяться экипажами китайской орбитальной станции «Тяньгун» («Шэньчжоу-12», «Шэньчжоу-13», «Шэньчжоу-14» и т. д.).